# Св. св. Кирил и Методий (Солун, 1981)
 Тази статия е за църквата в Солун, построена в XX век.  За църквата в Солун, построена в XIX век вижте Св. св. Кирил и Методий (Солун, 1873).  
„Св. св. Кирил и Методий“ (на гръцки: Αγίων Κυρίλλου και Μεθοδίου) е православна църква в македонския град Солун, Гърция, поклоннически храм на Солунската епархия на Вселенската патриаршия, под управлението на Църквата на Гърция.

## Местоположение
Храмът е разположен в квартала Пиргите на улица „Стратигос Калидопулос“ № 2 в центъра на едноименния крайбрежен парк.

## История
Основният камък на храма е поставен на 17 юни 1981 година от митрополит Пантелеймон II Солунски, осветен е през март 1983 година и тържествено открит на 12 май 1985 година в присъствието на президента Христос Сардзетакис, 13 митрополити и министри. Първоначално е държавата дава терен в университетския кампус в близост до стадион „Кафтанзоглио“, където на 11 май 1971 година митрополит Леонид Солунски и лидерът на хунтата Георгиос Пападопулос поставят основен камък. Десет години по-късно обаче храмът започва да се гради на сегашното си място.

## Архитектура
В архитектурно отношение е голяма кръстовидна църква с купол. Храмът е изграден по модела на константинополската църква „Света Богородица Фароска“ от IX век - времето, в което живеят Кирил и Методий. В църквата се пазят мощи на Свети Кирил, които в 1976 година са изпратени от папа Павел VI на патриарх Димитрий I Константинополски, който ги изпраща на митрополията в родния им град. В храма има копие и на иконата на Света Богородица Вратарница.